# Oberthrakische Tiefebene

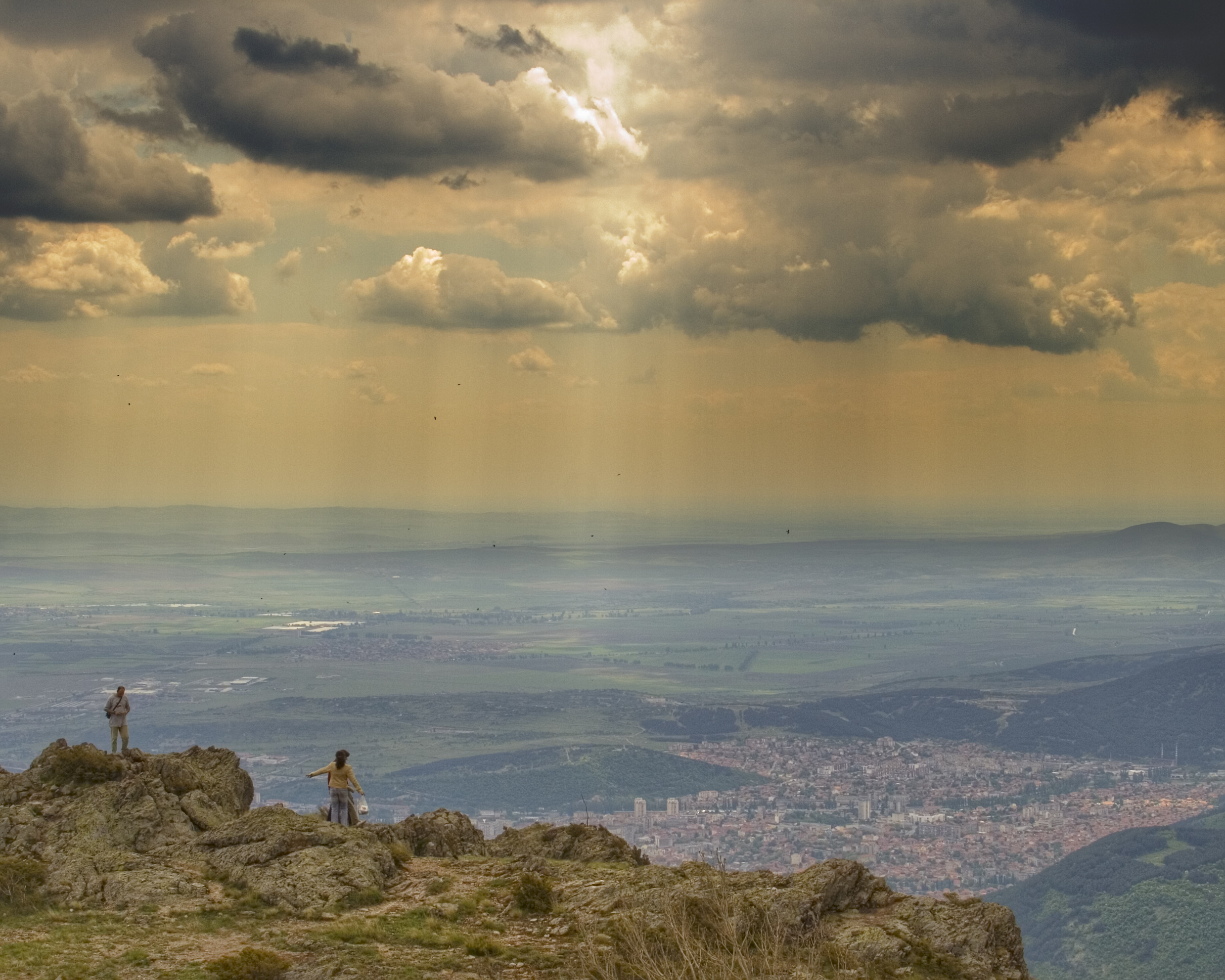
Blick über die Stadt Sliwen und die Oberthrakische Tiefebene vom Balkangebirge aus gesehen

Die Oberthrakische Tiefebene (bulgar. Горнотракийска низина, Gornotrakijska nizina) auch Mariza-Ebene genannt, befindet sich in Süd-Bulgarien und ist die zweitgrößte Tiefebene des Landes. Sie ist Teil des nördlichen Teils der historischen Landschaft Thrakien. Der Name leitet sich von der antiken Urbevölkerung ab – den Thrakern. Sie ist Teil des eurasischen Steppengürtels, einer großen Vegetationszone, die sich vom Burgenland bis in die Mongolei erstreckt.
Begrenzt wird die Oberthrakische Tiefebene im Norden durch das Gebirge Sredna Gora (ein niedriges Vorgebirge des Balkangebirges) und das Balkangebirge, im Süden durch die Rhodopen. Im Südosten grenzt sie an das Sakar- und das Strandschagebirge und im Osten an das Schwarze Meer.
Während des Tertiärs bildete die Tiefebene den Grund eines Meeres. Die Tiefebene ist heute 180 Kilometer lang, 50 Kilometer breit und im Mittel 168 Meter hoch, ihre Fläche beträgt ungefähr 6000 km². Durch sie fließen mehrere Flüsse, die bedeutendsten sind Mariza und Tundscha. Insgesamt ist das Relief flach mit Ausnahme von kleinen Hügeln in der Nähe von Plowdiw und Tschirpan.
Die Tiefebene teilt sich etwa in der Höhe der Hügel von Tschirpan in zwei Teile, in die östliche und die westliche Oberthrakische Tiefebene. Das Klima ist insgesamt kontinental, mit mediterranen Einflüssen im  südöstlichen Teil der Ebene.
Da das Gebiet nährstoffreiche Böden und ein flaches Relief besitzt, wird es vorwiegend agrarwirtschaftlich genutzt. Angebaut werden Tomaten, Weizen, Paprika, Weintrauben, Pfirsiche, Wassermelonen, Tabak, Reis, Baumwolle usw.
Wichtige Städte sind Burgas, Plowdiw, Stara Sagora, Tschirpan, Nowa Sagora, Jambol, Haskowo.